# Nikolaj Gamaleja

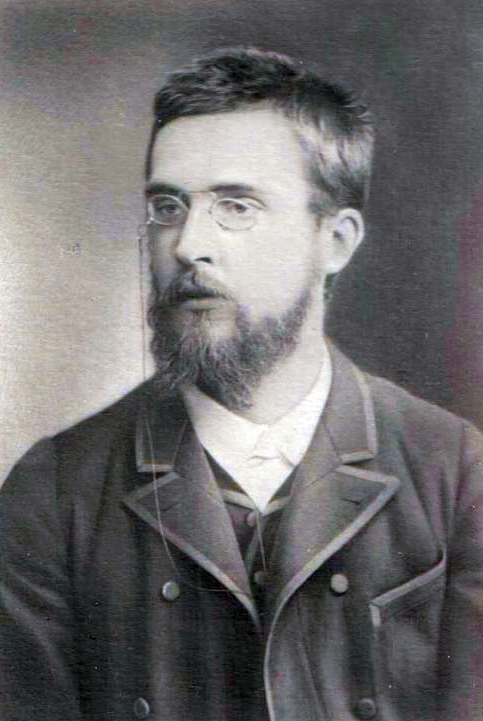
Dr. Gamaleja rond 1900.

Nikolaj Fjodorovitsj Gamaleja of Mykola Hamaliia (Oekraïens: Мико́ла Фе́дорович Гамалі́я; Russisch: Никола́й Фёдорович Гамале́я; 17 februari 1859 (O.S. 5 februari) – 29 maart 1949) was een Russisch en Sovjet-arts en wetenschapper van Oekraïense afkomst, die een voortrekkersrol speelde in de microbiologie en het vaccinonderzoek.
Gamaleja werd geboren in Odessa, toen onderdeel van het Keizerrijk Rusland, in een adellijke familie van Zaporozje-Kozakken. Hij studeerde af aan de Novorossijski Universiteit (nu de Universiteit van Odessa) in 1880, en de Militaire Medische Academie van Sint-Petersburg (nu S.M. Kirov Militaire Medische Academie in 1883. In de jaren nadien verwierf hij faam als ziekenhuisarts in zijn geboortestad Odessa.
In 1886 werkte hij in het laboratorium van Louis Pasteur in Frankrijk. In navolging van Pasteur sloot hij zich na zijn terugkeer aan bij Ilja Metsjnikov bij het organiseren van een bacteriologisch onderzoeksstation voor vaccinatie tegen hondsdolheid en onderzoek naar de bestrijding van runderpest en cholera, het diagnosticeren van sputum voor tuberculose, en de ontwikkeling van vaccins tegen miltvuur. Het Odessa bacteriologisch Instituut werd het allereerste in zijn soort van Rusland.
Ondanks beperkte faciliteiten en personeel boekte zijn team successen in het vaccinatie-onderzoek, waaronder het gebruik van gedode bacillen in anticholera-vaccins, en de ontdekking van de bacterievernietigende antilichamen die bekend staan als bacteriolysines. Hij stond ook vooraan in de strijd tegen de pest en de pokken.
Gamaleja oogstte ruime erkenning, onder meer met de Leninorde, de Orde van de Rode Vlag van de Arbeid en de Staatsprijs van de Sovjet-Unie. Het Gamaleja-Instituut voor Epidemiologie en Microbiologie in Moskou is naar hem vernoemd.